# Kagyu

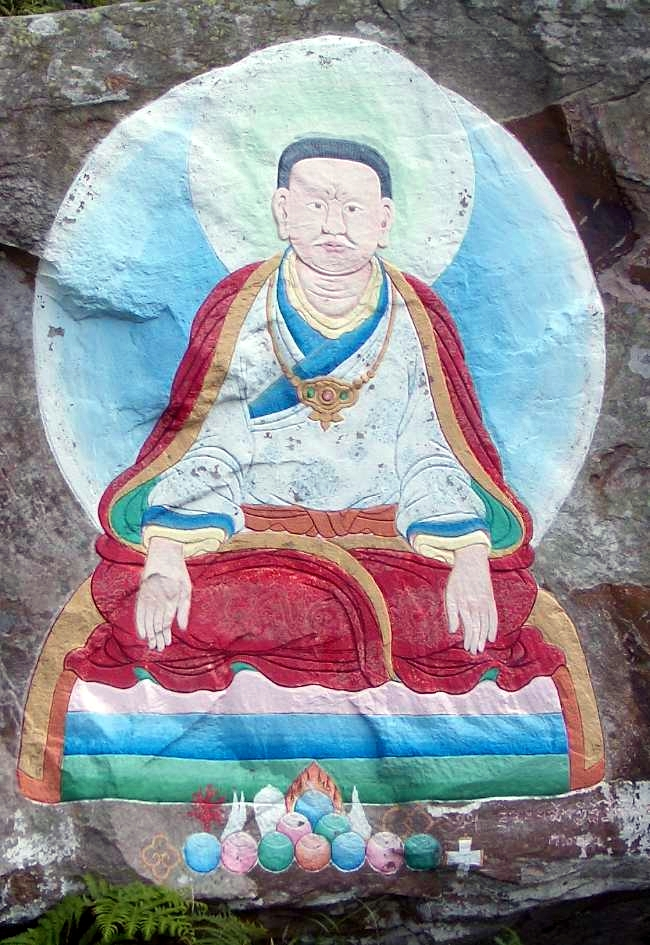
Pintura de Marpa Lotsawa.

La escuela kagyu (conocida como "linaje oral" y la escuela "linaje de práctica impecable") es una de las cinco principales escuelas de budismo tibetano, siendo las otras cuatro: nyingma (rnying-ma), sakia (sa-skya), jonang (jo-nang) y gelug (dge-lugs).

## Orígenes
Los orígenes de la escuela kagyu se rastrean hasta las enseñanzas de los místicos indios Tilopa (988-1089) y Naropa (1016-1100), cuyo linaje fue transmitido en Tíbet por el gran traductor Marpa (1012-1097). Él se encargó de la transmisión del linaje mahamudra (gran sello) desde Naropa. Más aún, Marpa estudió con los maestros indios Maitripa y Kukuripa. En su tercer viaje a la India se encontró con Atiśa (982-1054) y estudió las enseñanzas de los maestros Kadampa (las dos escuelas kagyu y gelug trazan sus raíces en la temprana escuela kadampa). Marpa pasó 17 años en India y es conocido como uno de los grandes traductores del segundo período de traducción. El principal discípulo de Marpa fue Milarepa (Mi-la-ras-pa) (1052-1135), uno de los grandes meditadores y poetas religiosos de Tíbet. Entre los numerosos estudiantes de Milarepa estaban Gampopa (Sgam-po-pa) (1079-1153), un gran estudioso que fue reconocido como el verdadero fundador de kagyu como una nueva escuela de budismo tibetano, y Rechungpa (Ras-chung-pa). Siguiendo las enseñanzas de Gampopa, evolucionó en las cuatro escuelas principales, y desde el discípulo de Gampopa, Phagmogrupa, los ocho linajes menores de la escuela kagyu.

### Cuatro escuelas principales

Bandera del Karmapa, el líder de la subescuela karma kagyu.

- barom kagyu, fundada por Barompa Darma Wangchug
- pagdru kagyu, fundada por Pagmo Drupa Dorje Gyalpo
- Karma Kagyu (kamtsang-kagyu), fundada por el primer karmapa Dusum Khyenpa (Dus-gsum Mkhyen-pa).
- tsalpa kagyu, fundada por Zangyu Dragpa Darma Drag (Zhang Rinpoche) (1121-1193).

### Ocho subescuelas
- drigung kagyu, incluyendo la secta lhapa, constructores de los primeros dzongs en Bután, más tarde eclipsados por los drukpa.
- drukpa (brug-pa) kagyu, prominente en Bután, conocido como 'Druk Yul', Ladakh, Zanskar, Lahoul, Kinnaur, Spiti, y muchas partes del reino de Himalaya.
- mar kagyu
- shugseb kagyu
- taklung kagyu
- trophu kagyu
- yamzang kagyu
- yelpa kagyu

Algunas de estas sub-escuelas no están muy expandidas hoy.
Otro linaje kagyu es el llamado:
- Shangpa Kagyü que traza sus orígenes hasta Niguma, un pariente de Naropa.

## Enseñanzas
La enseñanzas centrales de kagyu es la doctrina de maja-mudra (el gran sello), dilucidado por Gampopa en sus trabajos. Esta doctrina se enfoca en cuatro etapas principales de la práctica de la meditación (los cuatro yogas de Mahamudra):
1. El desarrollo de una mente simple sin sentido.
2. La trascendencia de toda elaboración conceptual.
3. El cultivo de la perspectiva de que todos los fenómenos son de naturaleza simple.
4. La posesión del camino, que está más allá de cualquier acto de meditación logrado.

Es a través de estas cuatro etapas de desarrollo que el practicante se supone que obtiene la realización perfecta de Mahamudra. Prácticas importantes en todas las escuelas kagyu son las prácticas tántricas de chakrasamvara y vajravarahi.